# Poilu

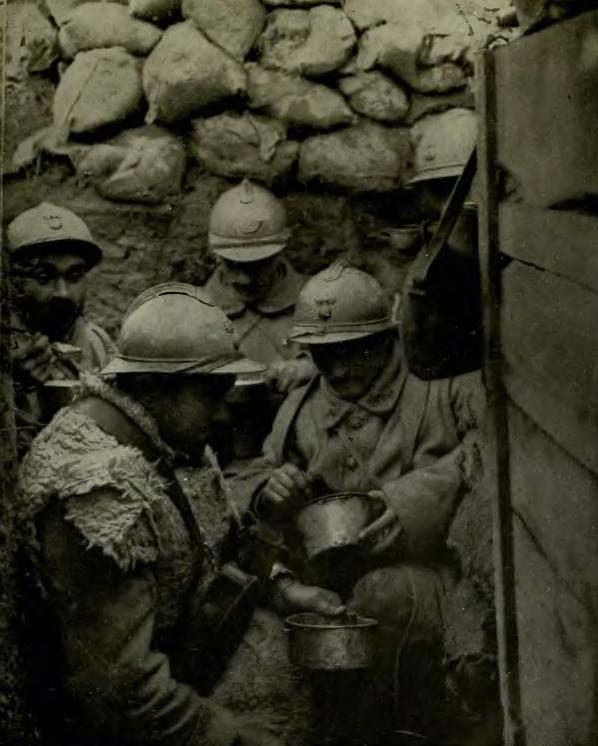
Poilus en una trinchera.

Poilu es un término del argot militar utilizado para referirse a la infantería francesa de la Primera Guerra Mundial que significa, literalmente, peludo. El trasfondo de la expresión se remonta al mundo rural agrícola del que procedían la mayor parte de los soldados, donde las barbas y los bigotes eran comunes.
La imagen del soldado barbudo francés obstinado fue ampliamente utilizada como propaganda y en monumentos de guerra. El sufrimiento y sacrificio de los poilus quedó grabado en el imaginario colectivo de varias generaciones de franceses. Por la batalla de Verdún (febrero-diciembre 1916) pasaron casi dos millones y medio de soldados franceses cuyo sacrificio y determinación ayudó al éxito francés. El día a día en las trincheras fue un auténtico infierno para los combatientes. Los piojos y ratas eran los dueños de las trincheras. Si ya vivir entre fango, frío y suciedad unido a la mala alimentación era duro lo peor llegaba cuando el poilu entraba en combate. Tener que luchar sobre cadáveres y el olor de la muerte impregnándolo todo llevaban al límite la resistencia física y mental de los poilus. No era raro ver asomar del barro restos humanos, pedazos de soldados franceses o alemanes destrozados por la artillería. Muchos poilus desaparecieron, víctimas de la artillería, y sus cuerpos nunca fueron encontrados. El horror de los combates, la angustia, el agotamiento y la desesperanza de esos soldados franceses durante cuatro años en las trincheras son inimaginables. El estereotipo del Poilu era de plena valentía y resistencia, pero no siempre de obediencia incondicional. En la desastrosa ofensiva del Camino de las Damas de 1917 comandada por el general Robert Nivelle, se decía que habían entrado en tierra de nadie como corderos a un matadero. La masacre de millares de efectivos franceses produjo amotinamientos generalizado que pretendía frenar el horror de la costosa ofensiva. Unos 30.000 soldados franceses amotinados llevaron a cabo una grève des attaques. Los oficiales trataron de frenarles a base de castigos y condenas a muerte. 3.427 soldados fueron castigados, 554 con la pena de muerte y de ellos 57 fueron finalmente fusilados.
El último poilu sobreviviente de la Primera Guerra Mundial fue Pierre Picault. Sin embargo, las autoridades francesas reconocieron a Lazare Ponticelli como el último poilu, ya que era el último veterano cuyo servicio cumplía los estrictos criterios oficiales. Lazare Ponticelli murió en Le Kremlin-Bicêtre el 12 de marzo de 2008, a sus 110 años.